# José Izquierdo
José Heriberto Izquierdo Mena, född 7 juli 1992 i Pereira, är en colombiansk fotbollsspelare som spelar för Club Brugge. Han representerar även Colombias fotbollslandslag.

## Karriär
I augusti 2017 värvades Izquierdo av Brighton & Hove Albion, där han skrev på ett fyraårskontrakt. Den 4 juni 2021 meddelade Brighton att Izquierdo skulle lämna klubben i samband med att hans kontrakt gick ut i slutet av månaden. Den 31 augusti 2021 blev Izquierdo klar för en återkomst till Club Brugge, där han skrev på ett ettårskontrakt.